# Caos molecular
En teoria cinètica de física, el caos molecular és l'assumpció que les velocitats de les partícules que col·lideixen no estan correlacionades i són independents de la posició. Aquesta assumpció, també anomenada Stosszahlansatz en els treballs de Ludwig Boltzmann (hipòtesi del nombre de col·lisió) fa que molts càlculs siguin tractables. Particularment, l'assumpció del caos molecular fou un element clau –tot i que inicialment no es reconegué així– del teorema H de Boltzmann del 1872, el qual intentava utilitzar la teoria cinètica per demostrar que l'entropia d'un gas preparat en un estat per sota del desordre complet ha d'expandir-se forçosament, ja que es permet que les molècules col·lideixin.
Aquest fet atragué l'atenció de Loschmidt, que postulà que no hauria de ser possible deduir un procés irreversible a partir de la dinàmica i formalisme simètrics en el temps: alguna cosa falla (paradoxa de Loschmidt). La resolució d'aquesta paradoxa (1895) consisteix que les velocitats de dues partícules després de col·lidir no són realment no correlacionades. En afirmar que era acceptable ignorar aquestes correlacions, Boltzmann havia introduït un element d'asimetria temporal mitjançant el formalisme del seu càlcul.